# Allophylus longipetiolatus
Allophylus longipetiolatus är en kinesträdsväxtart som beskrevs av Ernest Friedrich Gilg. Allophylus longipetiolatus ingår i släktet Allophylus och familjen kinesträdsväxter. Inga underarter finns listade i Catalogue of Life.